# Edita Tahiri
Edita Tahiri (ur. 29 lipca 1956 w Prizrenie) – kosowska politolog i działaczka na rzecz równouprawnienia kobiet, minister spraw zagranicznych kosowskiego rządu w latach 1991-2000, wicepremier Kosowa w latach 2011-2014 i minister dialogu w latach 2014-2017, deputowana do Zgromadzenia Kosowa.

## Życiorys

### Edukacja
W roku 1980 uzyskała tytuł licencjata z elektroniki i komunikacji na Uniwersytecie w Prisztinie, następnie ukończyła trzyletnie studia podyplomowe w zakresie komunikacji na Uniwersytecie Essex.
W 2002 roku ukończyła studia magisterskie z zakresu administracji publicznej na Uniwersytecie Harvarda. Od tego roku pracuje na Uniwersytecie w Prisztinie jako wykładowca politologii.

### Działalność polityczna
W latach 1991–2000 była ministrem spraw zagranicznych rządu Kosowa, w tym czasie spotkała się m.in. z amerykańską sekretarz stanu Madeleine Albright, sekretarzem generalnym NATO Willym Claesem, brytyjskim premierem Tonym Blairem, niemieckim kanclerzem Gerhardem Schröderem i francuskim ministrem spraw zagranicznych Hubertem Védrinem.
Była deputowaną do Zgromadzenia Kosowa w latach 1992–2000, 2001–2004 i 2007–2010; do 1998 roku reprezentowała współzałożonej przez nią Demokratyczną Ligę Kosowa, podczas swojej ostatniej kadencji należała do Demokratycznej Partii Kosowa. Należała do prezydium LDK w latach 1991-1998.
W 1999 roku wzięła udział w konferencji w Rambouillet.
22 lutego 2011 roku rozpoczęła pełnienie funkcji wicepremiera Kosowa, którą zakończyła dnia 9 grudnia 2014 roku; stanęła wówczas na czele nowo powołanego Ministerstwa Dialogu, którym kierowała do 9 września 2017 roku, podczas pełnienia tej funkcji prowadziła negocjacje z serbskim ministrem ds. Kosowa i Metochii Markiem Djuriciem w celu normalizacji relacji kosowsko-serbskich.

## Tytuły
W 1993 roku uzyskała tytuł honorowej obywatelki miasta Little Rock.

## Publikacje[5][7]
- Elektronika
- Kosova: Raporti nacional (1995)
- Kosova: Ardhmëri e uritur (1997)
- Kosova dhe Shqiptarët tjerë jashtë Shqipërisë (1997)
- Konferenca e Rambujes: Procesi negociator dhe dokumentet (2001) ISBN 9951-05-010-7[11]
- Pavarësia e Kosovës: Faktor Stabiliteti për Evropën Juglindore (2001)
- Pavarësia e Kosovës – kontribut për stabilitetin e rajonit (2002)

## Życie prywatne
Jej matka pracowała w fabryce włókienniczej oraz jako krawcowa; ojciec był represjonowany przez władze jugosłowiańskie.
Edita Tahiri mieszka w Prisztinie. Deklaruje znajomość języka angielskiego, serbskiego, chorwackiego i tureckiego.